# 兴化城墙
兴化城墙，位于江苏省泰州市兴化市城脚根巷，是中华人民共和国江苏省文物保护单位之一。
2002年10月22日，被公布为江苏省文物保护单位，是一座古建筑。